# Ny York (Oslo)
Koordinaten: 59° 55′ N, 10° 45′ O

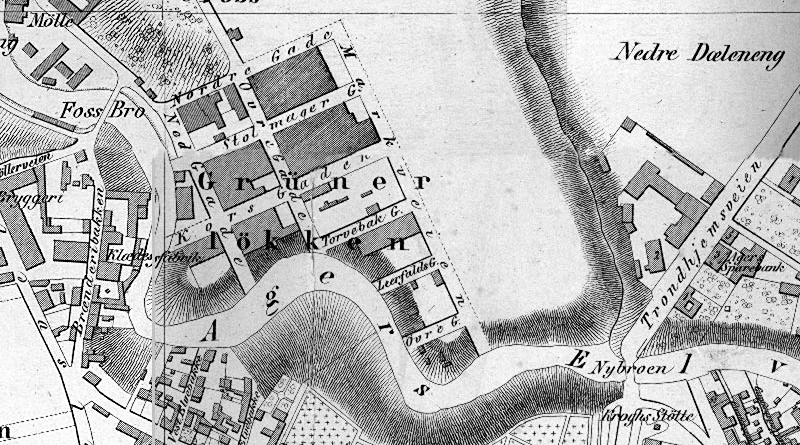
Karte von Ny York, 1860

Ny York war ursprünglich eine humoristische Bezeichnung für das südwestliche und älteste Gebiet des Osloer Stadtteils Grünerløkka. Es wird von den Straßen Nordre gate, Markveien und dem Fluss Akerselva begrenzt. Das Viertel wurde im Jahr 1858, vor der Stadterweiterung Oslos, in kurzer Zeit gebaut und unterliegt als Bauwerksensemble dem Denkmalschutz. Die Gebäude sind als Holzhäuser in Blockbauweise ausgeführt und ein Grund für ihre schnelle Errichtung war, dem Zwang nur noch Steinhäuser innerhalb der Stadtgrenzen zu bauen zuvor zukommen. Die Bezeichnung Ny York ist weiterhin gebräuchlich. Beispielsweise ist die Ny York Times eine vierteljährliche Zeitung der Stolmakergata Wohnungsgenossenschaft.

## Gebäude

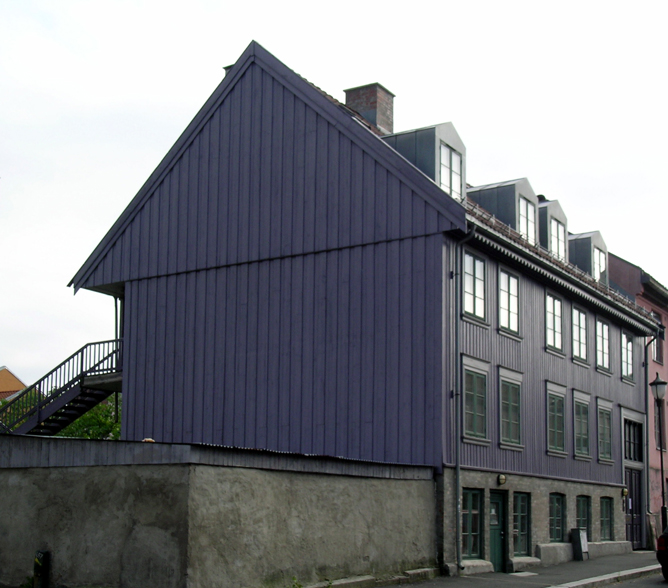
Øvre gate 2B

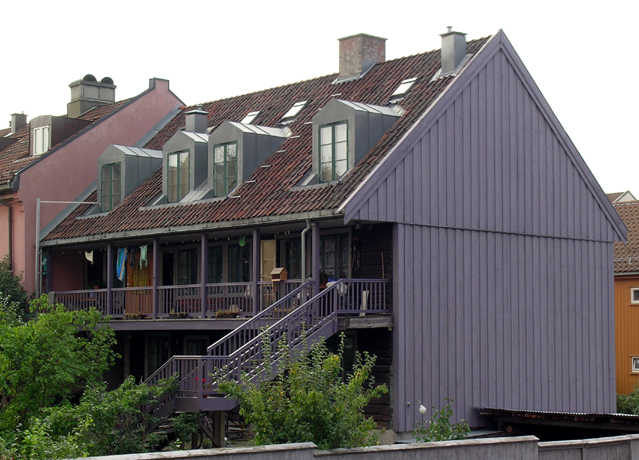
Øvre gate 2B Rückansicht mit Laubengang

- Øvre gate 2B ist ein Holzhaus mit dem Beinamen Bürgerhaus, das im Jahr 1858 für den Gefängnisaufseher Peder Thorensen erbaut wurde. Ein Teil des Gebäudes diente seinerzeit als erste Schule des Viertels. Gegen Ende der 1980er Jahre wurden innen und außen bedeutende bauliche Veränderungen vorgenommen. Die Øvre gate 2A wurde im Jahr 1984 abgerissen.

- Nordre gate 5 wurde von einem Brand zerstört. Eine Kopie wurde im Gebäudekomplex der Stolmakergata Wohnungsgenossenschaft errichtet.

- Stolmakergata 8 ist ein zweigeschossiges Mietshaus, das ursprünglich für Ferdinand Christiansen errichtet wurde. Es wurde 1987 renoviert und hat nun vier Mieteinheiten.

- Korsgata 16 ist ein kleines Wohnhaus aus dem Jahr 1858, welches 1985 renoviert wurde. Es dient als Gemeindehaus für das südliche Grünerløkka.